# Skrewdriver
För drinken, se screwdriver
Skrewdriver var ett brittiskt punkrockband som började som ett opolitiskt streetpunkband men som senare blev ett nationalistiskt/Rock Against Communism-band efter sitt första album All Skrewed Up, då bandets sångare vägrade ta avstånd från sin nazistiska skinnskalle-publik och intog en alltmer politisk profil. Sångaren Ian Stuart Donaldson bildade då en helt ny uppsättning av bandet som hädanefter bestod av uteslutande politiskt övertygade medlemmar.
Skrewdriver släppte 10 fullängdare. De slutade spela i mitten av 1993 då Ian Stuart omkom i en bilolycka.
De har uppfattats som mycket kontroversiella p.g.a. sina texter som ofta uppfattas ha ett nazistiskt budskap. Ian Stuart skrev text och musik till alla deras låtar. De har även gjort covers på en del låtar, såväl nazistiska som icke-nazistiska.

## Medlemmar
Originalmedlemmar
- Ian Stuart Donaldson – sång, gitarr
- Phil Walmsley – gitarr
- Ron Hartley – gitarr
- Kev McKay – basgitarr
- John "Grinny" Grinton – trummor

## Diskografi

### Studioalbum
- All Skrewed Up (1977) (Chiswick) (senare nypress "The Early Years" med extramaterial)
- Peel Session (1977) BBC Radio 1
- Hail The New Dawn (1984) (Rock-O-Rama)
- Blood & Honour (1985) (Rock-O-Rama)
- White Rider (1987) (Rock-O-Rama)
- After The Fire (1988) (Rock-O-Rama)
- Warlord (1989) (Rock-O-Rama)
- The Strong Survive (1990) (Rock-O-Rama)
- Freedom, what freedom? (1992) (Rock-O-Rama)
- Hail Victory (1994) (ISD/White Terror)

### 12" EP
- "Back With A Bang"/"I Don't Like You"/"Boots & Braces" (1982) (SKREW label)
- Boots & Braces (1987) (Rock-O-Rama)
- Voice Of Britain (1987)

### 7" Singlar
- "You're So Dumb"/"Better Off Crazy" (1977) (Chiswick)
- "Antisocial"/"Breakdown" (1977) (Chiswick)
- "Built Up, Knocked Down"/"Case of Pride"/"Breakout" (1979) (TJM label)
- "White Power"/"Shove The Dove" (1983) (White Noise)
- "Voice Of Britain"/"Sick Society" (1984) (White Noise)
- "Invasion"/"On The Streets" (1984) (Rock-O-Rama)
- "After The Fire"/"Sweet Home Alabama" (1988) (Street Rock'n'Roll)
- "Land Of Ice"/"Retaliate" (1988) (Street Rock'n'Roll)
- "Their Kingdom Will Fall"/"Simple Man" (1989) (Street Rock'n'Roll)
- "The Evil Crept In"/"Glory" (1989) (Street Rock'n'Roll)
- "The Showdown"/"Deep Inside" (1990) (White Pride Records)
- "You're So Dumb"/"The Only One" (1990) (Street Rock'n'Roll)
- "Streetfight"/"Where's It Gonna End" (1990) (Street Rock'n'Roll)
- "Stand Proud"/"Backstabber" (1991) (Street Rock'n'Roll)
- "Warzone"/"Shining Down" (1991) (Street Rock'n'Roll)

### Livealbum
- We've Got The Power (1987) (Viking) (senare även CD med extramaterial)
- Live & Kicking (1991) (Rock-O-Rama) (dubbelalbum)
- Waterloo Live '92 (1995) (ISD/White Terror) (inspelad 12 september 1992)
- This One's For The Skinheads (inspelad 23 april 1987)
- The Last Gig in Germany (1996)
- Deutschland Erwache (inspelad 1993)

### Video
- Skrewdriver-Live In Germany (inspelad 1993)

### Ian Stuart Donaldson, solo
- No Turning Back (1989)
- Slay The Beast (1990)
- Patriot (1991)
- Fetch The Rope (med The Klansmen) (1989)
- True Blood (med White Diamond) (2006)